# Amharclann na Mainistreach
L'Amharclann na Mainistreach (en irlandès) o Abbey Theatre (en anglès), (Teatre de l'Abadia); també anomenat National Theatre of Ireland (Teatre Nacional d'Irlanda) és una sala teatral situada a Dublín, (Irlanda). Va obrir les portes al públic el 27 de desembre de 1904 i ha continuat la seva activitat fins als nostres dies, malgrat l'incendi que va patir l'any 1951 en la seva seu històrica. Aquest teatre és el primer teatre del món anglosaxó que va ser finançat amb ajuts públics.